# مطار تشانغبايشان
مطار تشانغبايشان (بالإنجليزية: Changbaishan Airport)‏ و(بالصينية: 长白山机场) (إياتا: NBS، إيكاو: ZYBS) مطار عام يقع بمدينة Fusong County في جيلين في الصين. يبلغ طول المدرج 2600 م .

## وصلات خارجية
- http://www.flightstats.com/go/Airport/airportDetails.do?airportCode=NBS